# Cliente de videojuego

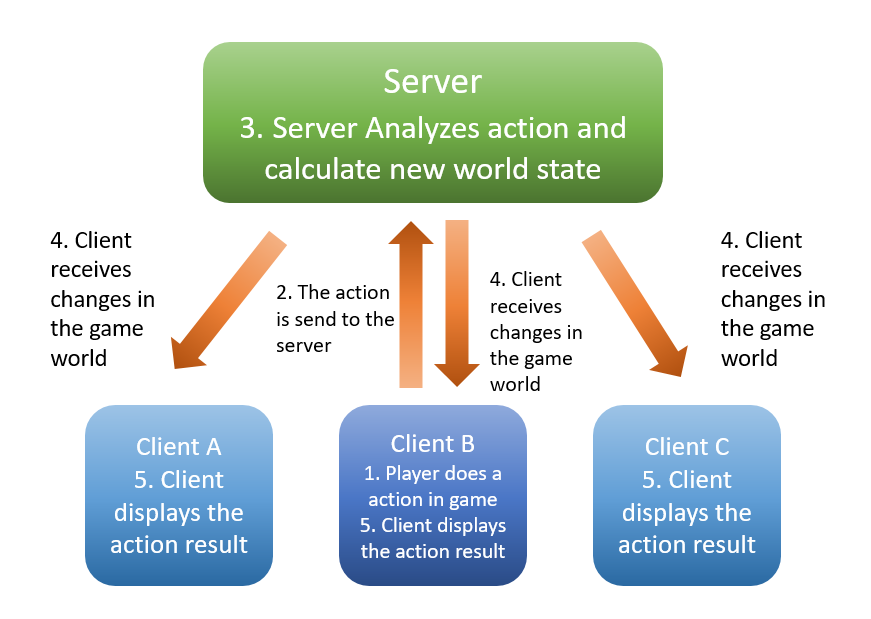
Diagrama de juego en modalidad Cliente Servidor

Un cliente de videojuego es un programa de software que se conecta a un servidor de videojuego. El servidor provee la conexión y envía paquetes de información hacia el cliente. Muchos clientes pueden conectarse al servidor al mismo tiempo, y éste mantendrá una vista general del mundo del juego. Cada cliente de videojuego tiene su propia perspectiva única del mundo.
La mayoría de los clientes de videojuego son híbridos de las arquitecturas cliente-servidor y peer-to-peer.
- Datos: Q5519927